# بوب مارغولين
بوب مارغولين (بالإنجليزية: Bob Margolin)‏ هو عازف قيثارة وموسيقي أمريكي، ولد في 9 مايو 1949 في بروكلين في الولايات المتحدة.

## وصلات خارجية
- بوب مارغولين على موقع IMDb (الإنجليزية)
- بوب مارغولين على موقع ميوزك برينز (الإنجليزية)
- بوب مارغولين على موقع أول ميوزيك (الإنجليزية)
- بوب مارغولين على موقع ديسكوغز (الإنجليزية)